# معاداة الأرمن

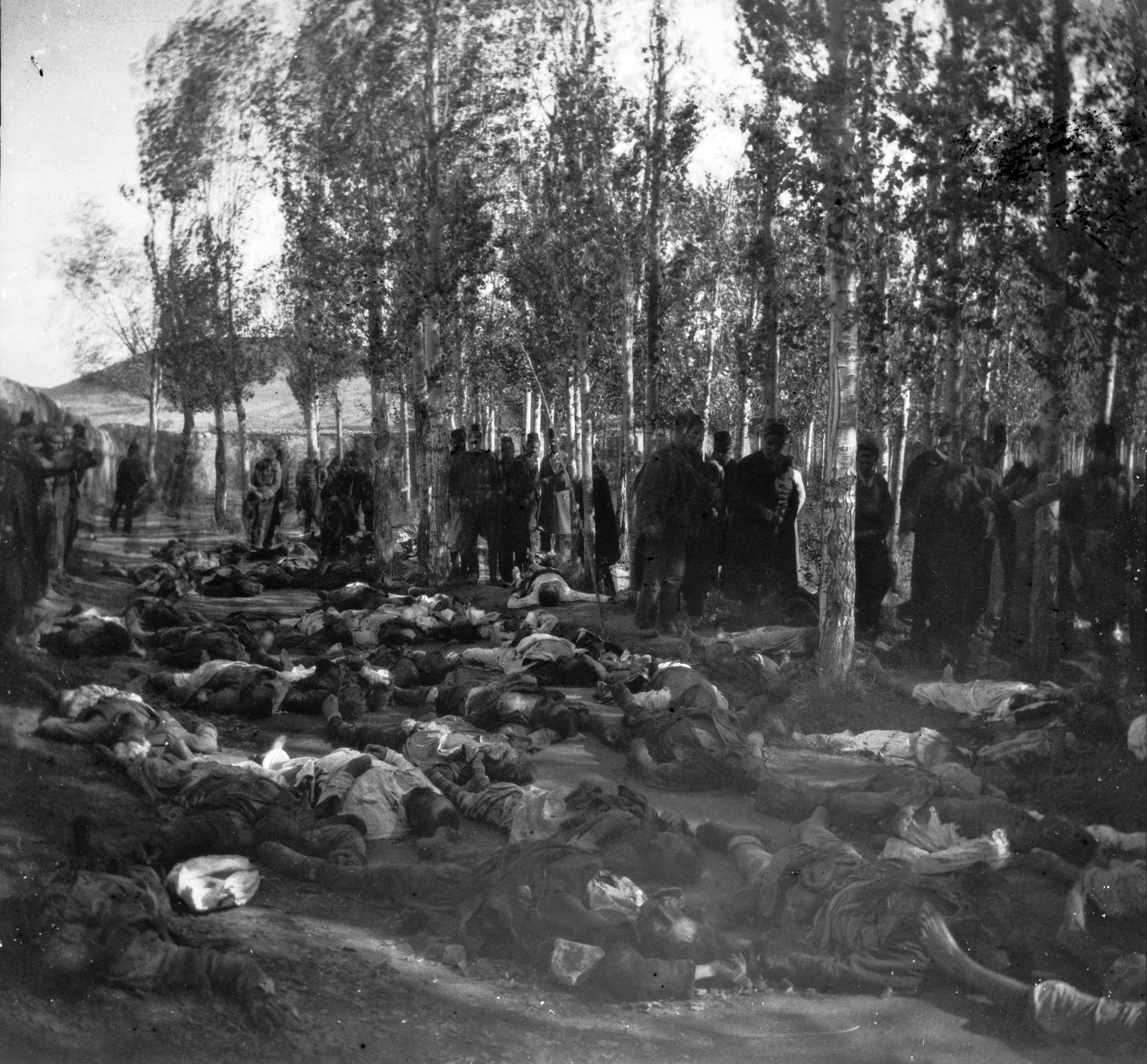
جثث بعض المقتولين الأرمن في مجزرة أرض روم سنة 1895.

المشاعر المعادية للأرمن والمعروفة أيضًا بمعاداة الأرمن وكره الأرمن هي مجموعة متنوعة من المشاعر السلبية، والكراهية، والمخاوف، والنفور، والسخرية أو التحيز تجاه الأرمن وأرمينيا والثقافة الأرمنية. عادةً ما يتم التعبير عن معاداة الأرمن الحديثة من خلال معارضة أعمال أو وجود دولة أرمينيا، أو الإنكار العدواني للإبادة الجماعية للأرمن أو الإيمان بمؤامرة أرمنية لتلفيق التاريخ والتلاعب بالرأي العام والسياسي لتحقيق مكاسب سياسية.

## تركيا

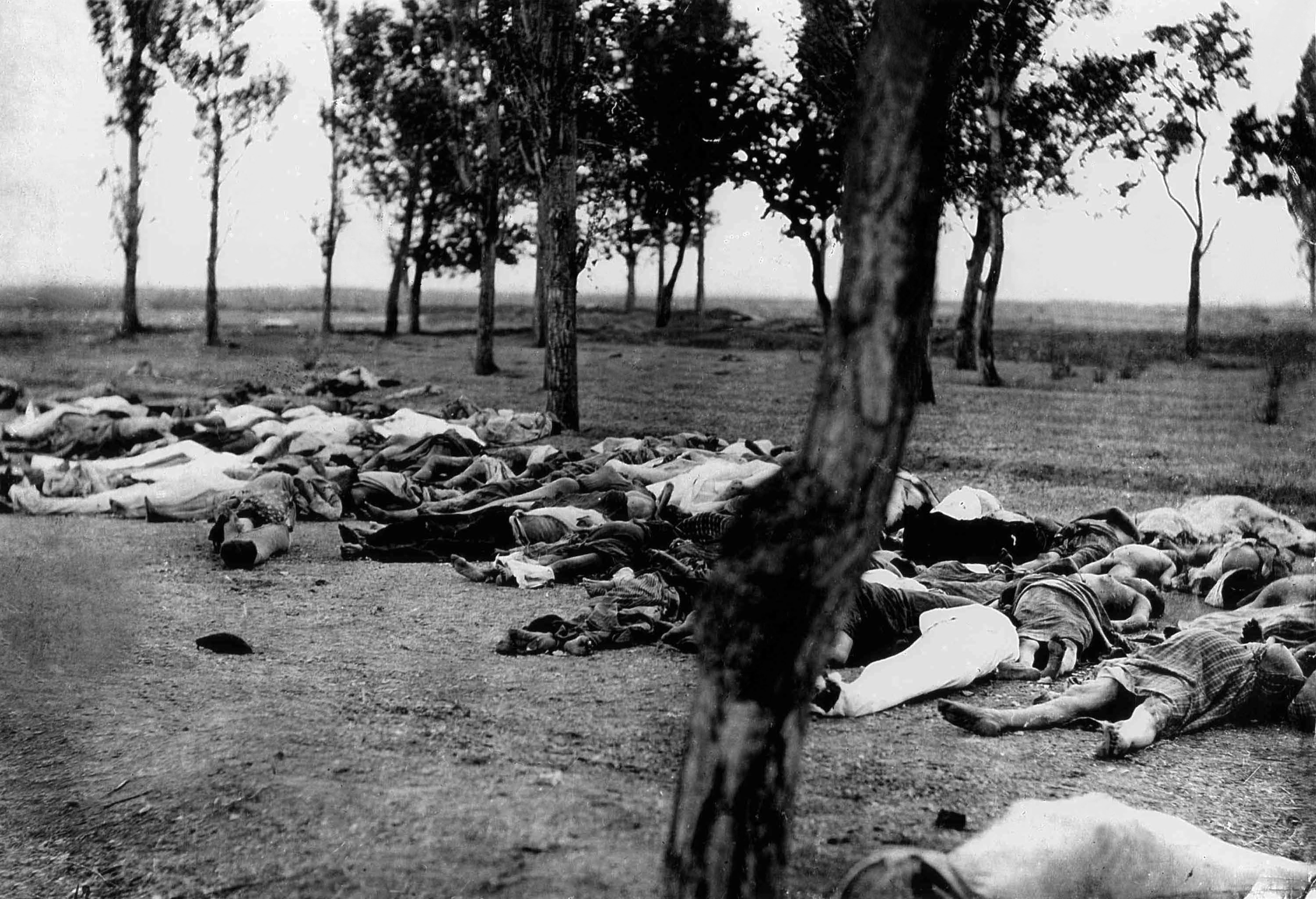
صورة لعدد من الضحايا الأرمن الذين سقطوا سنة 1915 خلال الإبادة

### الإبادة الجماعية للأرمن وإنكارها
على الرغم من أنه كان من الممكن للأرمن أن يحققوا مكانة وثروة في الدولة العثمانية، لكنهم كمجتمع لم يتم منحهم أكثر من وضع «مواطنة من الدرجة الثانية» وكانوا يعتبرون غريبين بشكل أساسي عن الطابع الإسلامي للمجتمع العثماني. وفي عام 1895، أدت الثورات بين الرعايا الأرمن في الدولة العثمانية إلى قرار السلطان عبد الحميد الثاني بمذبحة أدت إلى ذبح عشرات الآلاف من الأرمن فيما يعرف باسم المجازر الحميدية.
خلال الحرب العالمية الأولى، ذبحت الحكومة العثمانية ما بين مليون وحوالي 1.5 مليون أرمني فيما عرف لاحقاً باسم الإبادة الجماعية للأرمن. ويرى العديد من الباحثين أن هذه الأحداث، تعتبر جزء من نفس سياسية الإبادة التي انتهجتها الدولة العثمانية ضد الطوائف المسيحية. أنكرت الحكومة التركية بشدة الإبادة الجماعية للأرمن. وقد انتقد هذا الموقف في رسالة وجهت من الرابطة الدولية لعلماء الإبادة الجماعية إلى - رئيس الوزراء التركي، والآن الرئيس - رجب طيب أردوغان.

## أذربيجان
توجد معاداة الأرمن في أذربيجان على المستوى المؤسسي، والمستوى الاجتماعي. والأرمن هم «أكثر الفئات ضعفاً في أذربيجان في مجال العنصرية والتمييز العنصري».
طوال القرن العشرين، دخل الأرمن والسكان المسلمون في القوقاز (الأذريين كانوا يُدعون بالأذريين القوقاز أو التتار الأذربيجانيين قبل عام 1918) في العديد من النزاعات، بما في ذلك المذابح والمجازر والحروب. كثفت الجماعتان العرقيتان «عدم الثقة المتبادلة» وكانت المصادمات طوال القرن العشرين «عوامل مهمة في تشكيل الوعي الذاتي الوطني للشعبين». وخلال الفترة من عام 1918 حتى عام 1920 وقعت عمليات قتل منظمة للأرمن في أذربيجان. بما في ذلك مدن باكو وشوشا، مراكز الحياة الثقافية الأرمنية في ظل الإمبراطورية الروسية.
ومع ذلك، فإن رهاب الأجانب الحالي في أذربيجان تجاه أرمينيا والأرمن قد تشكلت في الغالب خلال السنوات الأخيرة من الاتحاد السوفياتي، عندما طالب الأرمن سلطات موسكو بدمج منطقة مرتفعات قرة باغ ذاتية الحكم وذات الغالبية السكانية الأرمنية مع جمهورية أرمينيا الاشتراكية السوفيتية. ورداً على المطالبات الأرمنية، نظَّم القوميون الأذربيين، وأبرزهم الجبهة الشعبية الأذربيجانية، مذابح ضد الأرمن في سومجيت، وكيروف آباد وباكو. ما يقدر بنحو 350,000 من الأرمن تركوا البلاد «في موجتين في عام 1988 وفي عام 1990 بعد موجات العنف ضد الأرمن».
تصاعدت التوترات بين الطرفين في نهاية المطاف حتى غدت صراعاً عسكرياً واسع النطاق على مرتفعات قرة باغ. سيطرت القوات الأرمينية على معظم أراضي المنطقة السابقة وسبعة مناطق متاخمة خارج منطقة مرتفعات قرة باغ ذاتية الحكم. وتم التوصل إلى وقف لإطلاق النار في عام 1994، وما زال ساري المفعول حيث أن جمهورية مرتفعات قرة باغ مستقلة بحكم الأمر الواقع، في حين أن القانون يعتبرها واقعةً داخل الحدود الأذربيجانية.
ومنذ ذلك الحين، يتهم الجانب الأرمني الحكومة الأذربيجانية بتنفيذ سياسة مناهضة للأرمن داخل وخارج البلاد، والتي تشمل دعائية الكراهية تجاه أرمينيا والأرمن وتدمير التراث الثقافي. وفي عام 2011، ذكر تقرير المفوضية الأوروبية لمناهضة العنصرية والتعصب في أذربيجان أن «الخطاب الرسمي السلمي الرسمي والإعلامي بشأن جمهورية أرمينيا يساعد في الحفاظ على مناخ سلبي من الرأي فيما يتعلق بالأشخاص من أصل أرمني، والذين ما زالوا عرضة للتمييز».

## روسيا
كتب المستكشف الروسي في القرن التاسع عشر ، فاسيلي لفوفيتش فيليشكو، الذي كان نشطًا خلال الفترة التي نفذت فيها القيصرية الروسية سياسة هادفة معادية للأرمن،  "الأرمن هم المثال المتطرف لقصر الرأس ؛ غريزتهم العنصرية الفعلية تجعلهم طبيعيين". معادية للدولة."
وفقًا لبحوث الرأي من مركز عموم روسيا لدراسة الرأي العام لسنة 2012 ، فإن 6% من المشاركين في موسكو و3% في سانت بطرسبرغ كانوا "يعانون من مشاعر الانزعاج والعداء" تجاه الأرمن.  في العقد الأول من القرن الحادي والعشرين، وقعت جرائم قتل عنصرية ضد الأرمن في روسيا.  في عام 2002 وقع انفجار في كراسنودار بالقرب من الكنيسة الأرمنية والذي يعتقد المجتمع المحلي أنه عمل إرهابي.

## جورجيا
في أواخر القرن التاسع عشر وأوائل القرن العشرين، كانت المشاعر المعادية للأرمن سائدة في كل من الدوائر الجورجية الاشتراكية والقومية. غذت الهيمنة الاقتصادية للأرمن في تبليسي الهجمات اللفظية على الأرمن. وصفت دريبا ، وهي مجلة مؤثرة، الأرمن بأنهم أناس "يجردون شوارعنا ويزيدون جيوبهم" و"لكنهم آخر قطعة من ممتلكات عائلاتنا الفلاحية المثقلة بالديون". هاجم كل من إيليا تشافشافادزه وأكاكي تسيريتيلي ، وهما شخصيتان أدبيتان كبيرتان، الأرمن بسبب مذهبهم التجاري. صور تسيريتيلي الأرمن على أنهم برغوث يمتص الدم الجورجي في إحدى الحكايات. وندد تشافشافادزه بالأرمن لأنهم "يأكلون الخبز الذي يخبزه شخص آخر أو يشربون ما يصنعه عرق شخص آخر". صحيفة تشافتشافادزه، إيفيريا ، صورت الأرمن على أنهم "مرابون ماكرون وتجار عديمو الضمير"، وفقًا لستيفن إف جونز . هاجم الحزب الديمقراطي الاشتراكي الجورجي (المناشفة الجورجيون) البرجوازية والإمبريالية لتحرير جورجيا من الإمبريالية الروسية ومن الاستغلال الاقتصادي الأرمني المتصور. أثناء وجود جمهورية جورجيا الديمقراطية (1918-1921)، نظرت الحكومة الجورجية المستقلة إلى الأرمن على أنهم " طابور خامس " محتمل لولائهم المفترض لجمهورية أرمينيا الأولى وخاضعين للتلاعب من قبل القوى الأجنبية. أدت الحرب الجورجية الأرمنية في ديسمبر 1918 إلى زيادة المشاعر المعادية للأرمن في جورجيا. وفي جورجيا ما بعد الاتحاد السوفييتي، كان الرئيس الأول زفياد جامساخورديا ، وهو قومي صريح، ينظر إلى الأرمن، إلى جانب الأقليات العرقية الأخرى، باعتبارهم "ضيوفاً" أو "أجانب" يهددون سلامة أراضي جورجيا.
كتب جوزيف ستالين في مقالته عام 1913 "الماركسية والمسألة الوطنية" : «إن ما يوجد في جورجيا هو قومية مناهضة للأرمن ، ولكن هذا بسبب وجود برجوازية أرمنية كبيرة، والتي، من خلال سحق البرجوازية الجورجية الصغيرة والضعيفة، تدفع الأخيرة نحو القومية المناهضة للأرمن.»
في وقت قريب من الانتخابات البرلمانية لعام 2007 في منطقة أبخازيا الانفصالية، ركزت وسائل الإعلام الجورجية على عامل العرق الأرمني في المنطقة.  وتوقعت صحيفة ساكارتفيلوس ريسبوبليكا الجورجية أن يكون معظم أعضاء البرلمان من الأرمن، وأن هناك فرصة لانتخاب رئيس أرمني.  وذكرت الصحيفة أيضًا أن الجمهورية الأبخازية ربما تكون بالفعل تتلقى مساعدة مالية من الأرمن الذين يعيشون في الولايات المتحدة.  يعتقد بعض المحللين الأرمن أن مثل هذه التقارير تحاول خلق صراع بين الأرمن والعرق الأبخازيين لزعزعة استقرار المنطقة.
وقد تم تنفيذ سياسة تدنيس الكنائس الأرمنية والمعالم التاريخية على أراضي جورجيا بشكل نشط.  في 16 نوفمبر 2008، قام الراهب الجورجي تارييل سيكينشيلاشفيلي بتخريب قبور رعاة الفن ميخائيل وليديا تامامشيف. تم  تدنيس كنيسة نوراشين الأرمنية في تبليسي ، والتي بنيت في منتصف القرن الخامس عشر،  وتم تدنيسها واختلاسها من قبل الحكومة الجورجية على الرغم من حقيقة أن رئيسي وزراء أرمينيا وجورجيا قد توصلا إلى اتفاق بشأن عدم القيام بذلك. إساءة معاملة الكنيسة.  نظرًا لعدم وجود قانون خاص بالدين، فإن وضع سورب نوراشن، وسورب نشان، وشامهوريتسور سورب أستفاتساتسين (كارمير أفيتاران)، ويريفانوت سورب ميناس، وموني سورب جيفورج في تبليسي، وسورب نشوان في أخالتسيخي غير معروف منذ مصادرتهم خلال الحقبة السوفيتية. تظاهر الأرمن في جورجيا وأرمينيا ضد التدمير. في 28 نوفمبر 2008، طالب المتظاهرون الأرمن أمام السفارة الجورجية في أرمينيا الحكومة الجورجية بالتوقف الفوري عن التعدي على الكنائس الأرمنية ومعاقبة المذنبين، واصفين تصرفات الحزب الجورجي بـ " الإبادة الجماعية البيضاء ".
في أغسطس 2011، أقال وزير الثقافة الجورجي نيكا روروا المخرج روبرت ستوروا من منصب رئيس مسرح تبليسي الوطني بسبب تعليقات "معادية للأجانب" أدلى بها في وقت سابق من هذا العام، حسبما أفاد مسؤولون. وقال روروا "لن نقوم بتمويل كراهية الأجانب . جورجيا بلد متعدد الثقافات".  وقال ستوروا في مقابلة مع وكالة أنباء محلية، مما أثار غضب الرأي العام، إن " ساكاشفيلي لا يعرف ما يحتاجه الشعب الجورجي لأنه أرمني". وأضاف: "لا أريد أن يحكم جورجيا ممثل من عرقية مختلفة".
وفي يوليو 2014، تعرضت كنيسة إيجمياتسين الأرمنية في تبليسي لهجوم. وقالت الأبرشية الأرمنية إنها "جريمة ارتكبت على أسس عرقية ودينية".
في عام 2018، تم إهداء كنيسة تاندويانتس الأرمنية في تبليسي إلى البطريركية الأرثوذكسية الجورجية. ذكرت أبرشية الكنيسة الأرمنية الأرثوذكسية الرسولية المقدسة في جورجيا أن الكنيسة "نُقلت بشكل غير قانوني" إلى البطريركية الجورجية. وفقًا لمركز التثقيف والرصد في مجال حقوق الإنسان، فإن تاندويانتس ليست الكنيسة الأرمنية التاريخية الوحيدة التي استهدفتها البطريركية الجورجية. هناك ما لا يقل عن ستة آخرين تضع البطريركية نصب أعينها.

## الولايات المتحدة

### أوائل القرن العشرين
كان هناك تحيز تاريخي ضد الأرمن في الولايات المتحدة في أوقات مختلفة، على الأقل بدءًا من أوائل القرن العشرين.
في أوائل القرن العشرين، كان الأرمن من بين مجموعة الأقليات التي مُنعت من إقراض الأموال والأراضي والمعدات خاصة بسبب عرقهم. تمت الإشارة إليهم على أنهم "يهود الطبقة الدنيا". علاوة على ذلك، في فريسنو، كاليفورنيا، من بين أقليات أخرى، عاش الأرمن على جانب واحد من جادة فان نيس، بينما عاش السكان من أصل أوروبي أبيض على الجانب الآخر. جاء في صك من أحد المنازل ما يلي: "لا يجوز استخدام المبنى المذكور ولا أي جزء منه في أي مسألة مهما كانت أو احتلاله من قبل أي أسود أو صيني أو ياباني أو هندوسي أو أرمني أو آسيوي أو مواطن من الإمبراطورية التركية."
بين عشرينيات وستينيات القرن العشرين، تضمنت بعض المنازل في حي روك كريك هيلز في كنسينغتون بولاية ماريلاند ، إحدى ضواحي واشنطن العاصمة، لغة معادية للأرمن في المواثيق العنصرية التي كانت جزءًا من سندات الملكية. أعلن أحد الصكوك في روك كريك هيلز أن المنازل في الحي "لا يجوز أبدًا استخدامها أو احتلالها من قبل ... الزنوج أو أي شخص أو أشخاص، من دم أو أصل زنجي، أو لأي شخص من العرق السامي، أو الدم أو الأصل، أو اليهود والأرمن والعبرانيين والفرس والسريان، باستثناء... الإشغال الجزئي للمباني من قبل خدم المنازل".
في كتاب آني باكاليان "الأميركيون الأرمن: من الوجود إلى الشعور بالأرمنية" ، تم استطلاع آراء مجموعات مختلفة من الأرمن بسبب التمييز على أساس هويتهم. شعر ما يقرب من 77% من الأرمن المولودين في الولايات المتحدة أنهم تعرضوا للتمييز في الحصول على وظيفة بينما أجاب 80% بشكل إيجابي على سؤال عما إذا كانوا يشعرون بالتمييز في القبول في المدرسة.
يُعرف المؤرخ الأمريكي جاستن مكارثي بوجهة نظره المثيرة للجدل بأن الدولة العثمانية لم تكن تقصد الإبادة الجماعية، ولكن الأرمن والأتراك ماتوا نتيجة للحرب الأهلية. ويعزو البعض إنكاره للإبادة الجماعية للأرمن  إلى معاداة الأرمن، إذ يحمل الدكتوراه الفخرية من جامعة البوغازيتشي التركية ، كما أنه عضو مجلس إدارة معهد الدراسات التركية.

## داعش
مع اندلاع الحرب الأهلية السورية وظهور داعش لاحقا، كان الأرمن، إلى جانب الآشوريين والعلويين والمسلمين الشيعة، من بين المجموعات التي تعرضت للاضطهاد في المناطق التي يحتلها مسلحو داعش. كانت المواقع الأرمنية هدفاً للتدمير الثقافي السيئ السمعة الذي قام به داعش. وبعد احتلال الرقة، دمر مقاتلو داعش كنيسة الشهداء، وهي كنيسة أرمنية كاثوليكية.
والأكثر شهرة هو أن مقاتلي داعش دمروا النصب التذكاري للإبادة الجماعية الأرمنية في دير الزور، وهو ذو أهمية ثقافية للأرمن، حيث كانت دير الزور الوجهة الأخيرة قبل أن يصل الأرمن في عام 1915 إلى الصحراء السورية، حيث مات الكثير منهم على طول الطريق.
ومع بدء سيطرة داعش على العديد من المدن والبلدات والقرى، اضطر آلاف المسيحيين إلى الفرار، إما إلى الخارج أو إلى مناطق أخرى أكثر أمانًا في سوريا.

## دول أخرى

### إسرائيل
ذكرت صحيفة جيروزاليم بوست في عام 2009 أنه من بين جميع المسيحيين في البلدة القديمة بالقدس، كان الأرمن في معظم الأحيان يعترضون للبصق على أيدي الحريديم واليهود الأرثوذكس. وفي عام 2011 تم الإبلاغ عن العديد من حالات البصق والهجمات اللفظية على رجال الدين الأرمن من قبل اليهود الحريديم في المدينة القديمة. وفي مقابلة عام 2013 قال بطريرك الأرمن في القدس نورهان مانوجيان إن الأرمن في إسرائيل يعاملون «كمواطنين من الدرجة الثالثة».

### باكستان
باكستان هي الدولة الوحيدة في الأمم المتحدة التي لم تعترف بجمهورية أرمينيا، مشيرة إلى دعمها لأذربيجان في نزاع ناغورني كاراباخ.

### طاجيكستان
في أوائل عام 1990، استقر 39 لاجئاً أرمنياً من أذربيجان في طاجيكستان. انتشرت شائعات كاذبة تفيد بأن ما يصل إلى 5,000 أرمني تم إعادة توطينهم في مساكن جديدة في العاصمة دوشنبه والتي كانت تعاني من نقص حاد في المساكن في ذلك الوقت. أدى هذا إلى أعمال شغب استهدفت ضد كل من الحكومة الشيوعية والأرمن. وقامت وزارة الداخلية السوفييتية بقمع المظاهرات التي قتل خلالها أكثر من 20 شخصًا وجرح أكثر من 500 شخص.

### أوكرانيا
في عام 2009 اندلع صراع عرقي في مدينة مارهانيتس بعد مقتل رجل أوكراني من قبل أرمني. حيث بدأت مشاجرة بين الأوكرانيين والأرمن في مقهى «العقرب»، وتحولت فيما بعد إلى أعمال شغب ومذبحة ضد الأرمن، صاحبها حرق المنازل والسيارات، مما أدى إلى هجرة الأرمن من المدينة.

### الأويغور
أطلق الزعيم الانفصالي الأويغوري عيسى البتكين خطاباً معادي للأرمن أثناء وجوده في تركيا وزعم أن المسلمين الأتراك الأبرياء ذبحوا من قبل الأرمن.